# Banja (Priboj)
Banja (em cirílico: Бања) é uma vila da Sérvia localizada no município de Priboj, pertencente ao distrito de Zlatibor, na região de Stari Vlah. A sua população era de 2987 habitantes segundo o censo de 2011.

## Demografia
| 1948 | 1953 | 1961 | 1971 | 1981 | 1991 | 2002 | 2011 |
| ---- | ---- | ---- | ---- | ---- | ---- | ---- | ---- |
| 1639 | 1765 | 2148 | 2300 | 2164 | 2157 | 2163 | 2987 |